# 큐브: 예스 오어 노
《큐브: 예스 오어 노》(영어: True Love)는 2012년 공개된 이탈리아의 심리 스릴러 영화이다.

## 출연진
- 존 브로더턴 - 잭 라일리 역
- 엘런 홀먼 - 케이트 선덜런드 역
- 게이브리얼 마이어스 - 에릭 드레이크 역
- 제이 해링턴 - 샘 역
- 클레어 케리 - 데이나 역
- 타이리스 앨런 - 잭의 치료사 역
- 랜드 홀드런 - 케빈 역

## 배급사
- TF1 인터내셔널(전 세계)
- 알바트로스 필름(일본)
- 인터필름(일본)
- 올 미디어(러시아)
- 더치 필름워크스(네덜란드, 블루레이, DVD)
- 유로비디오(독일, 블루레이, DVD)
- (주)미디어데이(대한민국, 수입, 배급)

## 개봉
- 2012년 10월 14일(미국, 스크림페스트)
- 2012년 10월 28일(벨기에, 레이저 릴 판타스틱 필름 페스티벌 브뤼허)
- 2013년 4월 10일(오스트레일리아, 뉴질랜드, DVD)
- 2013년 4월 27일(일본)
- 2013년 5월 1일(포르투갈, 인터넷)
- 2013년 6월 13일(태국)
- 2013년 6월 16일(튀르키예, 텔레비전)
- 2013년 6월 28일(오스트리아, 독일, DVD)
- 2013년 8월 28일(DVD)
- 2013년 10월 1일(네덜란드, 블루레이, DVD)
- 2013년 10월 17일(헝가리, 텔레비전)
- 2014년 9월 11일(대한민국)

## 시청 등급
- 대한민국: 15세 관람가